# Fox Chapel
Fox Chapel is een plaats (borough) in de Amerikaanse staat Pennsylvania, en valt bestuurlijk gezien onder Allegheny County.

## Demografie
Bij de volkstelling in 2000 werd het aantal inwoners vastgesteld op 5436.
In 2006 is het aantal inwoners door het United States Census Bureau geschat op 5179, een daling van 257 (-4,7%).

## Geografie
Volgens het United States Census Bureau beslaat de plaats een oppervlakte van
20,3 km², geheel bestaande uit land.

## Plaatsen in de nabije omgeving
De onderstaande figuur toont nabijgelegen plaatsen in een straal van 8 km rond Fox Chapel.